# 11e législature de la Colombie-Britannique

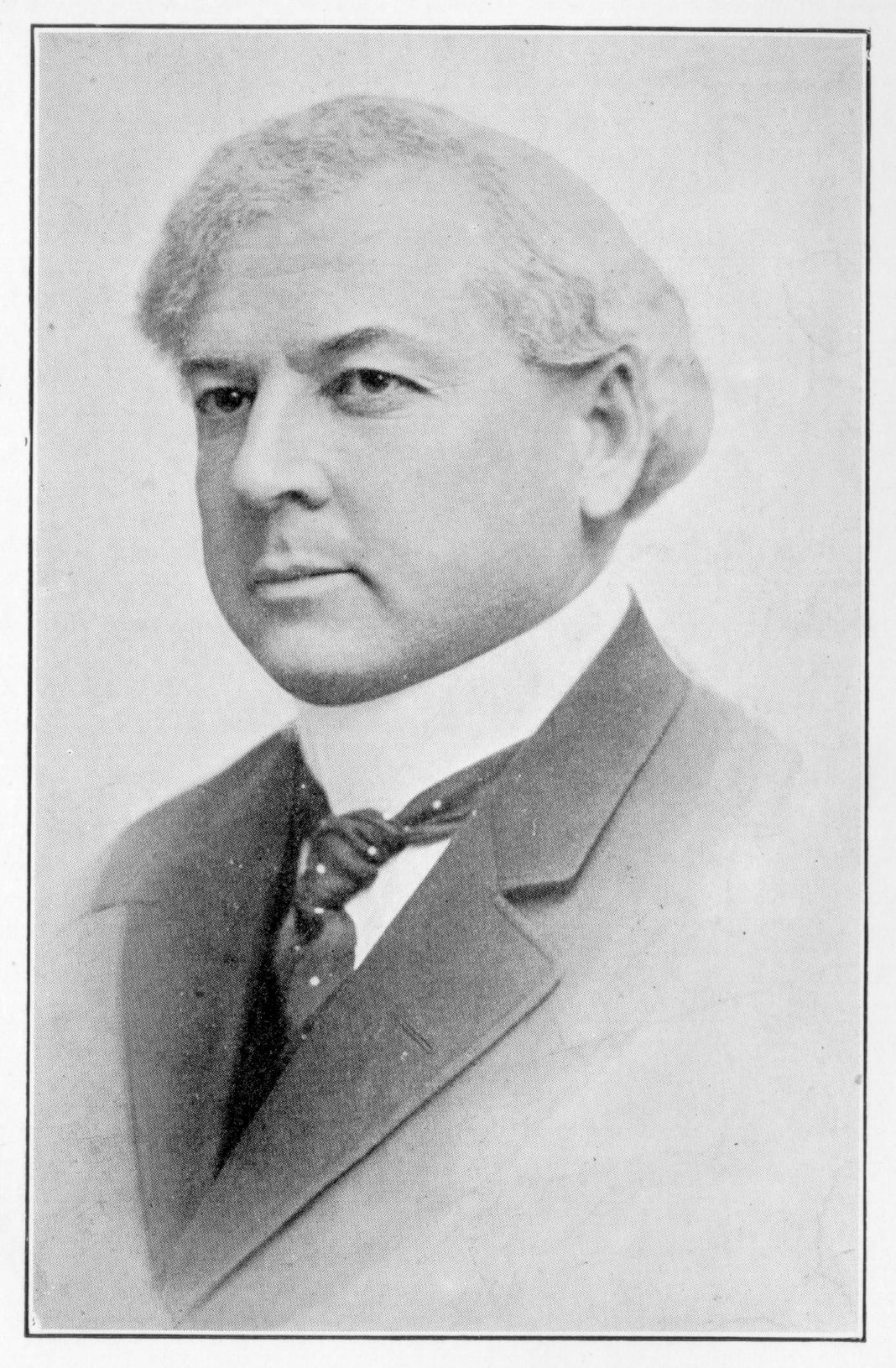
Richard McBride, premier ministre (1903-1915)

La 11e législature de la Colombie-Britannique a siégé de 1907 à 1909. Ses membres sont élus lors de l'élection générale de 1907 (en). Le Parti conservateur de la Colombie-Britannique dirigé par Richard McBride remporte l'élection et forme un gouvernement majoritaire.
David McEwen Eberts est président de l'Assemblée pendant toute la durée de la législature.

## Membre de la 11elégislature
| Député | Député                           | Circonscription      | Parti        |
| ------ | -------------------------------- | -------------------- | ------------ |
|        | Harlan Carey Brewster            | Alberni              | Libéral      |
|        | Henry Esson Young                | Atlin                | Conservateur |
|        | Harry Jones                      | Cariboo              | Libéral      |
|        | John MacKay Yorston              | Cariboo              | Libéral      |
|        | Charles William Munro            | Chilliwhack          | Libéral      |
|        | Henry George Parson              | Columbia             | Conservateur |
|        | Robert Grant                     | Comox                | Conservateur |
|        | William Henry Hayward            | Cowichan             | Libéral      |
|        | James Horace King                | Cranbrook            | Libéral      |
|        | John Oliver                      | Delta                | Libéral      |
|        | Richard McBride                  | Dewdney              | Conservateur |
|        | John Jardine                     | Esquimalt            | Libéral      |
|        | William Roderick Ross            | Fernie               | Conservateur |
|        | John McInnis                     | Grand Forks          | Socialiste   |
|        | George Ratcliffe Naden           | Greenwood            | Libéral      |
|        | Albert Edward McPhillips         | The Islands          | Libéral      |
|        | Frederick John Fulton            | Kamloops             | Conservateur |
|        | Neil Franklin MacKay             | Kaslo                | Conservateur |
|        | Mark Robert Eagleson             | Lillooet             | Libéral      |
|        | James Hurst Hawthornthwaite      | Nanaimo City         | Socialiste   |
|        | George Arthur Benjamin Hall      | Nelson City          | Conservateur |
|        | Parker Williams                  | Newcastle            | Socialiste   |
|        | Thomas Gifford                   | New Westminster City | Conservateur |
|        | Price Ellison                    | Okanagan             | Conservateur |
|        | Thomas Taylor                    | Revelstoke           | Conservateur |
|        | Francis Lovett Carter-Cotton     | Richmond             | Conservateur |
|        | James Alexander MacDonald        | Rossland City        | Libéral      |
|        | David McEwen Eberts              | Saanich              | Conservateur |
|        | Lytton Wilmot Shatford           | Similkameen          | Conservateur |
|        | William Thomas Kergin            | Skeena               | Libéral      |
|        | William Hunter                   | Slocan               | Conservateur |
|        | William John Bowser              | Vancouver City       | Conservateur |
|        | James Ford Garden                | Vancouver City       | Conservateur |
|        | Alexander Henry Boswell MacGowan | Vancouver City       | Conservateur |
|        | George Albert McGuire            | Vancouver City       | Conservateur |
|        | Robert Garnett Tatlow            | Vancouver City       | Conservateur |
|        | Henry Frederick William Behnsen  | Victoria City        | Conservateur |
|        | Frederick Davey                  | Victoria City        | Conservateur |
|        | Richard McBride                  | Victoria City        | Conservateur |
|        | Henry Broughton Thomson          | Victoria City        | Conservateur |
|        | Stuart Alexander Henderson       | Yale                 | Libéral      |
|        | James Hargrave Schofield         | Ymir                 | Conservateur |

Notes:
1. 1 2  Élu simultanément dans Dewdney et dans Victoria; décide de conserver Victoria

## Répartition des sièges
| Parti    | Parti        | Député(s) |
| -------- | ------------ | --------- |
|          | Conservateur | 26        |
|          | Libéral      | 13        |
|          | Socialiste   | 3         |
| Total    | Total        | 42        |
| Majorité | Majorité     | 10        |

## Élections partielles
Durant cette période, une élection partielle était requise à la suite de la nomination d'un député au cabinet.
- Henry Esson Young, secrétaire provincial[4], élu sans opposition le 12 mars 1907
- William John Bowser, procureur général[5], élu le 15 août 1907
- Thomas Taylor, ministre des Travaux publics[6], élu le 20 janvier 1909.

D'autres élections partielles ont été tenues pour diverses autres raisons:
| Circonscription | Député                      | Parti        | Élection        | Motif                                                                              |
| --------------- | --------------------------- | ------------ | --------------- | ---------------------------------------------------------------------------------- |
| Dewdney         | William J. Manson           | Conservateur | 17 avril 1907   | Démission R. McBride ; élu dans Victoria City et Dewdney                           |
| Nanaimo City    | James Hurst Hawthornthwaite | Conservateur | 13 janvier 1909 | Démission de J.H. Hawthornthwaite pour se présenter au Fédéral, le 26 octobre 1908 |

Notes:
1. ↑  Sans opposition